# Christopher Naliali
Christopher Naliali (8 de marzo de 1992) es un deportista de Francia que compite en atletismo. Ganó una medalla de plata en el Campeonato Europeo de Atletismo por Equipos de 2019, en la prueba de 4 × 400 m.